# Annay-la-Côte
Annay-la-Côte é uma comuna francesa na região administrativa de Borgonha-Franco-Condado, no departamento de Yonne. Estende-se por uma área de 13,08 km². Em 2010 a comuna tinha 368 habitantes (densidade: 28,1 hab./km²).